# 2e régiment à pied de la Garde
Pour les articles homonymes, voir 2e régiment.
Le 2e régiment à pied de la Garde est une unité militaire d'infanterie de l'armée prussienne.

## Histoire
Avec l'AKO du 14 mai 1811, la formation du bataillon normal d'infanterie est ordonnée. Chacun des régiments d'infanterie a trois sous-officiers et 42 hommes, la Garde cinq sous-officiers et 36 hommes, et les bataillons de grenadiers un sous-officier chacun. Jusqu'au 1er juin 1811, la liste est complétée. Le bataillon est rattaché au régiment à pied de la Garde. Pendant la campagne d'Allemagne, il combat dans les batailles de Lützen et de Bautzen.
Par l'AKO du 20 juin 1813, le 2e régiment à pied de la Garde est formé au quartier général de Neudorf près de Reichenbach en Silésie. Il est composé du bataillon d'infanterie normale, le Ier bataillon du 9e régiment de grenadiers et du bataillon de fusiliers du 8e régiment de grenadiers.
La compagnie de garnison formée pour le régiment rejoint le bataillon de garnison de la Garde en 1816. En 1820, une compagnie de ce bataillon est à nouveau affectée au régiment en tant que compagnie de garnison. Ce dernier rejoint le bataillon de réserve de la Garde en tant que 2e compagnie en 1837, et est dissous avec lui en 1848. En 1859, quelques officiers et hommes enrôlés se sont rendus pour créer le 2e régiment tribal de la Garde de la Landwehr (plus tard 4e régiment à pied de la Garde).

### Campagne d'Allemagne et de France
En 1813, le régiment combat à Taschendorf et les fusiliers à Ober-Graub également à Wachau et à la bataille de Leipzig. L'année suivante, avec les autres unités des brigades de la Garde, 24 canons sont capturés lors de la bataille de Paris.
En 1815, il participe à la campagne de Belgique.
Dans cette guerre, le colonel von Müffling (de) reçoit l'ordre Pour le Mérite. En outre, six croix de fer Ire classe et 221 IIe classe sont décernées.

### Révolution de mars 1848
Il est impliqué dans les combats de rue à Berlin.

### Guerre austro-prussienne
Le régiment fait partie de la 2e armée du prince héritier Frédéric-Guillaume de Prusse. Dans la bataille de Trautenau (28 juin) la 1re compagnie réussit à capturer deux canons de 8 livres de la batterie n° 10 du 3e régiment. Le 29 juin, il combat à Königinhof et le 3 juillet dans la bataille de Sadowa. Le régiment de fusiliers défend Rosberitz. Le peloton de fusiliers de la 3e compagnie sous les ordres du sous-lieutenant Chorus capture six canons de 4 livres de la 4e batterie du 3e régiment, et trois autres canons de la 7e batterie été capturés par le capitaine Kropff et l'état-major du bataillon de fusiliers. De plus, la 7e compagnie capture un canon, tout comme la 8e compagnie.
Le régiment perd 17 officiers et 353 hommes pendant cette guerre.
Le nouveau 4e bataillon rejoint le 2e corps d'armée de réserve en Bavière.
Le colonel von Pape, le major von Erckert et le sous-lieutenant Chorus reçoivent l'ordre Pour le Mérite.

### Guerre franco-prussienne
Il est d'abord affecté à la 2e armée sous le prince Frédéric-Charles de Prusse dans le Corps de la Garde, puis à partir du 20 août 1870 à l'armée de la Meuse (de).
Le régiment combat le 1er août à la bataille de Saint-Privat. 39 officiers et 1 067 hommes sont tués dans la bataille. Par la suite, le 1er septembre il prend part à la bataille de Sedan. Le 5 septembre il participe au bombardement de Montmédy. À partir du 19 septembre 1870 au 28 janvier 1871, il se bat au siège de Paris et participe aux escarmouches suivantes :
- 26 septembre Rantigny (9e compagnie)
- 27 septembre Clermont (fusiliers)
- 9 octobre Gifors (5e compagnie)
- 12 octobre Breteuil (3e/4e compagnie, 2e bataillon)
- 17 octobre Montdidier (3e compagnie)
- 28 octobre Formerie (1re/2e/8e compagnies)
- 21 décembre Le Bourget (2e bataillon et fusiliers)

### Première Guerre mondiale
Le régiment combat en 1914 au sein de la 2e armée à Charleroi, Guise, bataille de la Marne (sur le Petit Morin) et à partir d'octobre à la bataille d'Arras.
En 1915, il participe avec la 3e armée à la bataille d'hiver en Champagne et est ensuite déplacée vers le front de l'est. Là, il combat à Gorlice-Tarnów, Krasnostaw et Biskupice. Après les batailles sur le Boug et l'Iasselda, il est replacé sur le front occidental et participe à la bataille d'automne de l'Artois.
À l'été 1916, il combat dans la bataille de la Somme et au printemps suivant de 1917 dans la bataille du Chemin des Dames. Il participe aux combats en Argonne avant d'être déplacé sur le front de l'Est. Là, il est utilisé dans la bataille décisive en Galice orientale et dans la bataille de Riga. Après l'armistice sur le front oriental, il est replacé sur le front occidental.
Le régiment participe à l'offensive du Printemps à partir d'avril 1918 et participe à la bataille de l'Aisne. Après avoir reçu l'ordre de se retirer derrière l'Aisne, il combat à la bataille de Vouziers et doit se replier sur la Meuse jusqu'à l'armistice en novembre 1918, il se réunit à Vaux-les-Rosiers.

### Après-guerre
Après l'armistice de Compiègne, le régiment revient à Berlin via Luxembourg et Coblence, il y arrive le 12 décembre. Le 14 décembre 1918, le régiment entre à Berlin par le Tiergarten et par la porte de Brandebourg. À l'arsenal, il fait une dernière marche devant le général commandant. Le régiment est ensuite démobilisé et dissous en février 1919. Diverses formations libres sont formées à partir de parties, y compris le régiment de volontaires "Rosen". Cela se poursuit avec la formation de la Reichswehr provisoire dans le 30e régiment d'infanterie de la Reichswehr
La tradition du régiment est reprise dans la Reichswehr par décret du chef du commandement de l'armée, le général d'infanterie Hans von Seeckt, en date du 24 août 1921, par la 11e compagnie du 9e régiment d'infanterie (prussien) à Spandau.

### Commandants
| Dienstgrad                  | Name                                           | Datum                                                         |
| --------------------------- | ---------------------------------------------- | ------------------------------------------------------------- |
| Major/Oberstleutnant        | Wilhelm von Müffling genannt Weiß (de)         | 19 juin 1813 au 11 décembre 1815                              |
| Oberstleutnant/Oberst       | Konstantin von Quadt-Wykradt-Hüchtenbruck (de) | 12 décembre 1815 au 29 mars 1832                              |
| Oberst                      | Otto von Zieten (de)                           | 30 mars 1832 au 19 juin 1837                                  |
| Major                       | Johann Carl von Möllendorff (de)               | 12 juillet 1837 au 13 janvier 1838 (chargé de la direction)   |
| Major/Oberstleutnant/Oberst | Johann Carl von Möllendorff                    | 14 janvier 1838 au 16 octobre 1844                            |
| Oberst                      | Karl von Schlieffen (de)                       | 24 octobre 1844 au 2 août 1848                                |
| Oberst                      | Karl von Kropff                                | 3 août 1848 au 3 décembre 1849                                |
| Oberstleutnant/Oberst       | Ferdinand von Kleist                           | 4 décembre 1849 au 9 mai 1855                                 |
| Oberst                      | Friedrich Herwarth von Bittenfeld              | 10 mai 1855 au 11 novembre 1857                               |
| Oberst                      | Maximilian von Schlegel (de)                   | 12 novembre 1857 au 13 juin 1859                              |
| Oberstleutnant/Oberst       | Georg Ferdinand von Bentheim                   | 14 juin 1859 au 16 décembre 1863                              |
| Oberst                      | Alexander von Pape                             | 17 décembre 1863 au 29 octobre 1866                           |
| Oberstleutnant/Oberst       | Rudolf von Kanitz (de)                         | 30 octobre 1866 au 19 juin 1871                               |
| Oberstleutnant              | August von Oppell                              | 20 juin 1871 au 17 janvier 1872 (chargé de la direction)      |
| Oberst                      | August von Oppell                              | 18 janvier 1872 au 13 juillet 1877                            |
| Oberst                      | Friedrich von Wißmann (de)                     | 14 juillet 1877 au 14 mai 1883                                |
| Oberst                      | Karl Finck von Finckenstein                    | 15 mai 1883 au 2 août 1887                                    |
| Oberst                      | Alfred von Collas                              | 6 septembre 1887 au 18 juin 1888                              |
| Oberstleutnant              | Ernst von Petersdorff                          | 19 juin au 3 août 1888 (chargé de la direction)               |
| Oberst                      | Ernst von Petersdorff                          | 4 août 1888 au 17 novembre 1890                               |
| Oberstleutnant/Oberst       | Egon von Gayl                                  | 18 novembre 1890 au 16 septembre 1892                         |
| Oberstleutnant              | Ferdinand von Hartmann (de)                    | 17 septembre 1892 au 26 janvier 1893 (chargé de la direction) |
| Oberst                      | Ferdinand von Hartmann                         | 27 janvier 1893 au 11 septembre 1896                          |
| Oberstleutnant              | Günther von Kirchbach                          | 12 septembre 1896 au 26 janvier 1897 (chargé de la direction) |
| Oberst                      | Günther von Kirchbach                          | 27 janvier 1897 au 16 octobre 1899                            |
| Oberstleutnant              | Kurt von Pritzelwitz                           | 17 octobre 1899 au 27 April 1900 (chargé de la direction)     |
| Oberst                      | Hermann von Strantz                            | 28 April 1900 au 26 janvier 1903                              |
| Oberst                      | Guillaume de Hohenzollern-Sigmaringen          | 27 janvier 1903 au 15 juin 1905                               |
| Oberstleutnant              | Otto von Stein zu Nord- und Ostheim (de)       | 16 juin au 14 septembre 1905 (chargé de la direction)         |
| Oberst                      | Otto von Stein zu Nord- und Ostheim            | 15 septembre 1905 au 26 janvier 1910                          |
| Oberst                      | Roderich von Schoeler                          | 27 janvier 1910 au 30 septembre 1912                          |
| Oberst                      | Detlef von Rantzau                             | 1er octobre 1912 au 6 septembre 1914                          |
| Oberst                      | Otto von Estorff                               | 7 septembre 1914 au 18 juillet 1915                           |
| Oberstleutnant              | Maximilian von Mutius                          | 19 juillet au 11 novembre 1915                                |
| Oberstleutnant/Oberst       | Hans von Werder (de)                           | 12 novembre 1915 au 28 août 1916                              |
| Oberstleutnant              | Hans von Lütcken                               | 29 août 1916 au 16 mai 1917                                   |
| Major                       | Eberhard von dem Hagen                         | 17 mai au 7 novembre 1917                                     |
| Oberstleutnant              | Carl von Borcke                                | 8 novembre 1917 au 17 juin 1918                               |
| Oberstleutnant              | Curt von Wittich                               | 18 juin au 13 décembre 1918                                   |
| Oberstleutnant              | Carl von Borcke                                | 14 décembre 1918 au 19 février 1919                           |

## Uniformes
Les uniformes ont des aisselles rouges ponceau, des revers suédois et des boutons jaunes. Les officiers portent des galons dorés de chaque côté du col et aux poignets.